# Robert J. Gamble
Robert J. Gamble (Genesee megye, 1851. február 7. – Sioux Falls, 1924. szeptember 22.) az Amerikai Egyesült Államok szenátora (Dél-Dakota, 1901–1913).